# Skadarska očist
Skadarska očist (lat. Sideritis scardica),  ljekovita trajnica iz roda očista, porodica medićevki. Raširena je po Albaniji, Makedoniji, Bugarskoj i Grčkoj.
Biljka je poznata još kod starih Grka (Dioskorid, Teofrast) koji su je koristili za zacjeljivanje rana od željeznog oružja. a Bugari su ovoj žutoj cvjetnici pripisivati svojstva slična viagri. Poznata je i kao ovčarski čaj, planinski čaj i grčki planinski čaj. Tradicionalno se koristi za pomoć probavi, stimulira cirkulacijski sustav i pomaže tijelu da se nosi s prehladama i kašljem. Moderna znanost podupire činjenicu da njezin čaj pomaže u prevenciji osteoporoze i sprječavanju prehlade, gripe i alergija. 
Planinski čaj sadrži znatne količine flavanoida, antioksidansa, tanina, željeza, kobalta, cinka, kalija, magnezija, natrija i hlapljivih ulja.
- S. scardica
- S. scardica
- S. scardica

## Vanjske poveznice
|  | Zajednički poslužitelj ima još gradiva o temi Sideritis scardica |
|  | Wikivrste imaju podatke o taksonu Sideritis scardica             |